# Hendriksen Strait
Hendriksen Strait är ett sund i Kanada.   Det ligger i territoriet Nunavut, i den norra delen av landet, 3 700 km norr om huvudstaden Ottawa.